# Perkinsiana magalhaensis
Perkinsiana magalhaensis is een borstelworm uit de familie Sabellidae. Het lichaam van de worm bestaat uit een kop, een cilindrisch, gesegmenteerd lichaam en een staartstukje. De kop bestaat uit een prostomium (gedeelte voor de mondopening) en een peristomium (gedeelte rond de mond) en draagt gepaarde aanhangsels (palpen, antennen en cirri).
Perkinsiana magalhaensis werd in 1867 voor het eerst wetenschappelijk beschreven door Kinberg.